# Laà-Mondrans
Laà-Mondrans – miejscowość i gmina we Francji, w regionie Nowa Akwitania, w departamencie Pireneje Atlantyckie.
Według danych na rok 1990 gminę zamieszkiwało 455 osób, a gęstość zaludnienia wynosiła 75 osób/km² (wśród 2290 gmin Akwitanii Laà-Mondrans plasuje się na 746. miejscu pod względem liczby ludności, natomiast pod względem powierzchni na miejscu 1352.).